# HMS Gustaf V
Le HMS Gustaf V ou Hans Majestäts Pansarskepp Gustaf V était un cuirassé côtier suédois de la classe Sverige qui fut mis à la ferraille en 1970.